# Grauer Baum
Der graue Baum (De grijze boom) ist ein in Schwarz-weiß gehaltenes Gemälde von Piet Mondrian (1872–1944) aus dem Jahr 1911. Es zählt zu den Frühwerken des Kubismus.

## Entstehung
Das Bild entstand 1911, so Welsh/Joosten. Es handelt sich nicht um die einzige Darstellung eines Baumes von Mondrian. 1908–1910 entstand Avond; De rode boom [Abend; Der rote Baum], ebenfalls im Kunstmuseum Den Haag, ein Gemälde, bei dem noch Elemente realistischer Darstellung gegeben sind. 1912 malte er in Paris einen Bloeiende appelboom, [Blühenden Apfelbaum], ebenfalls Den Haag, „um 1913“ datiert ist das Gemälde Boom A, das in der Tate Gallery in London hängt. Bei den beiden späteren Arbeiten ist Mondrian vollends in der Abstraktion angelangt.
Nach seiner Ausbildung an der Rijksakademie van beeldende kunsten arbeitete Mondrian als Zeichenlehrer und war viel in der Landschaft um Amsterdam und Amstelveen unterwegs – um Aquarelle zu malen. Das Bild steht am Übergang von der gegenständlichen Darstellung zur reinen abstrakten Form. Das Sujet wäre auch ohne Titel noch erkennbar, beim zwei Jahre später entstandenen Boom A wohl nicht mehr. Mondrian betreibt Komplexitätsreduktion, nicht mehr die Dicke eines Astes oder die korrekte Anordnung der Zweige interessiert ihn, sondern der Schwung der Linien. Wenige Jahre später wird er berühmt für seine geometrischen Konstruktionen, horizontale und vertikale schwarze Linien und Primärfarben. Diese Arbeit steht für seine Suche nach einer Kunst, die für sich allein stehen kann. Er nannte als Ziel „de nieuwe beelding“, das neue Bild.

## Bildbeschreibung
Licht und Schatten, die Kontraste von hell und dunkel prägen die Struktur. Das Gemälde nutzt keine Primär-, Sekundär- oder Tertiärfarben, lediglich viele unterschiedene Graustufen, von dunkelweiß bis hellschwarz, eine sehr reduzierte Palette. Auf ersten Blick wirkt das Bild symmetrisch, es ist es aber nicht. Der Schwerpunkt liegt nicht im goldenen Schnitt, sondern exakt in der Bildmitte, der Mitte der Vertikalen und der Horizontalen. Das Bild zeigt verschiedene Formen, runde, konische, quadratische. Der Stamm des Baumes hat nicht mehr Gewicht als die Zweige. Bei genauerer Betrachtung ergeben sich deutlich erkennbare Unterschiede zwischen links und rechts, zwischen oben und unten. Die Zahl der Zweige ist auf den zwei Bildhälften unterschiedlich, und sie zeigen in unterschiedliche Richtungen. Die Darstellung ist zweidimensional, auf die Tiefe der Landschaft wird verzichtet. Vorder- und Hintergrund scheinen miteinander verwoben. Die Lichtstimmung ist düster. Die Komposition oszilliert zwischen Figur und Form.
Als Entstehungsort ist Paris mit Fragezeichen angegeben. In der Tat steht das Bild an der Schwelle zum Mondrian’schen Kubismus, der – vielleicht etwas später als Georges Braque und Pablo Picasso, die bereits ab 1908 abstrakt malten – doch einen sehr eigenständigen Stil darstellt.

## Provenienz
Der niederländische Immobilienmakler und Kunstsammler Salomon B. Slijper (1884–1971) kaufte das Bild direkt vom Künstler. Es trug die inv./cat.nr 765. Ab 1954 hing das Gemälde als Leihgabe im Gemeentemuseum Den Haag, dem heutigen Kunstmuseum Den Haag. Slijper vermachte dem Museum seine umfangreiche Mondrian-Sammlung und so gelangte das Museum im Jahr 1971 in den Besitz des Bildes. Es trug danach die inv./cat.nr 156–1971 / 0334314.
Das Gemälde wurde auch in einer der großen Mondrian-Ausstellungen des Jahres 2017 gezeigt. Im Video zwischen Minute 06:55 und 07:25 ist gut erkennbar, dass das Bild genau an der Schwelle zwischen gegenständlicher Malerei und Abstraktion steht.

## Mondrian’sche Baumdarstellungen
Hier chronologisch angeordnet:

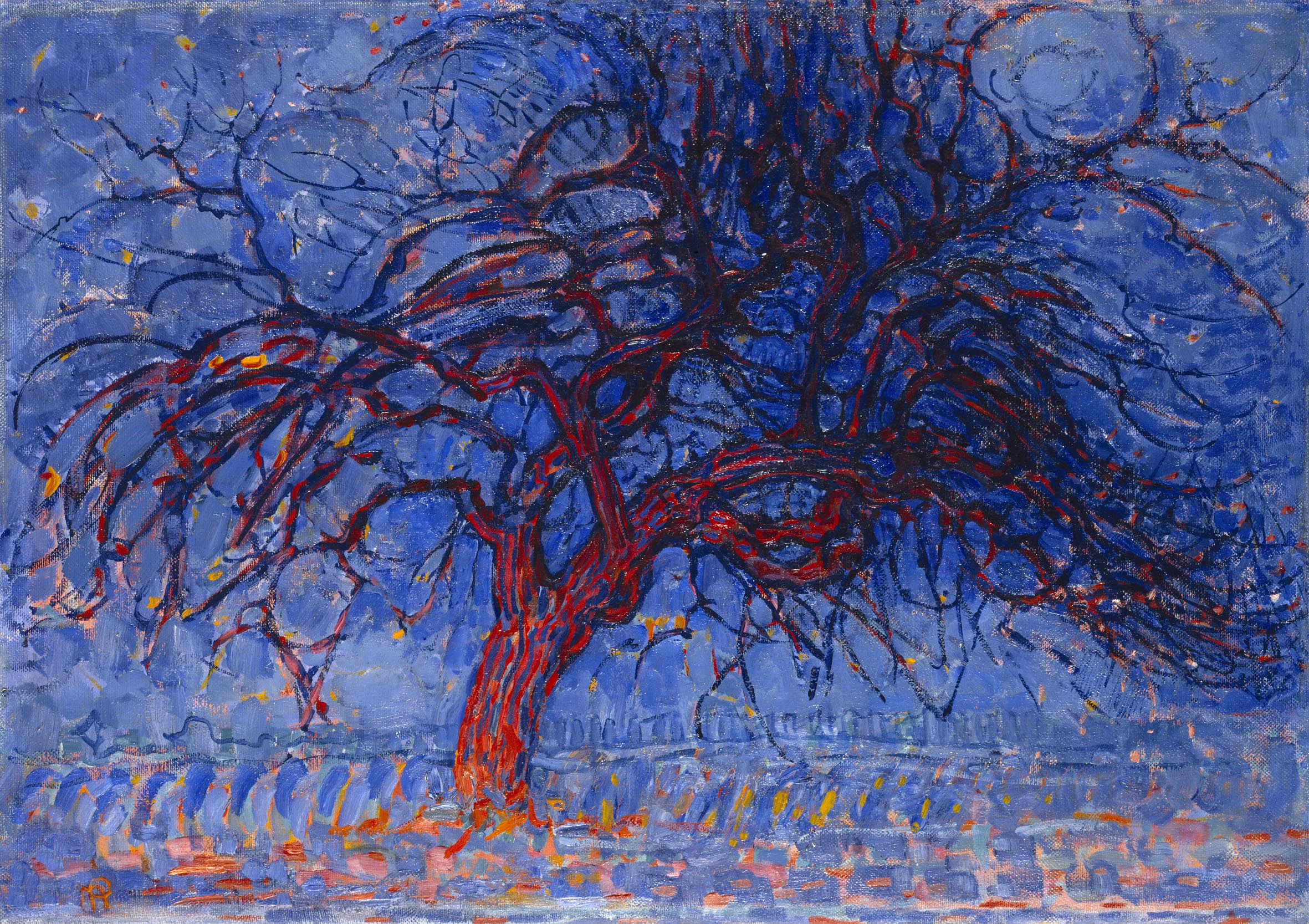
1908–1910
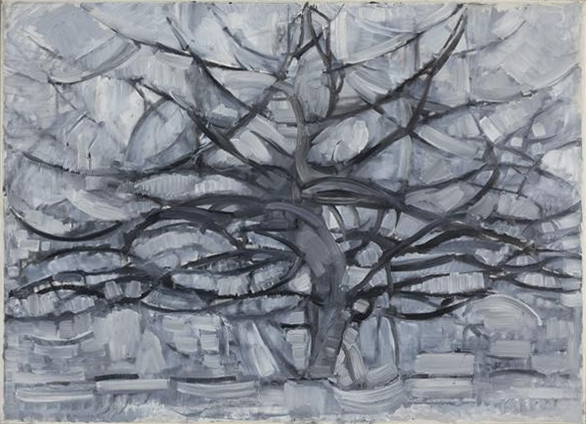
1911
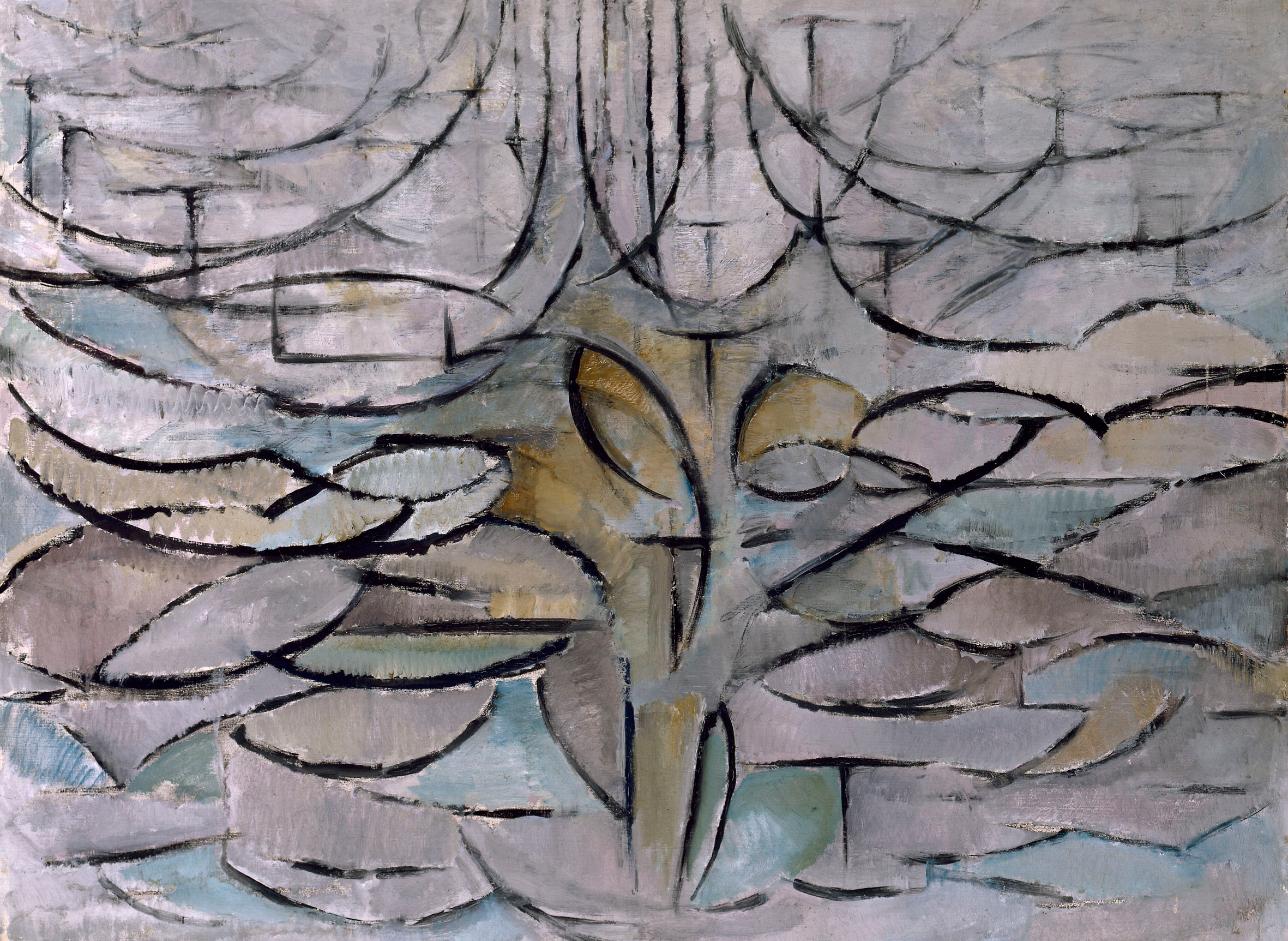
1912
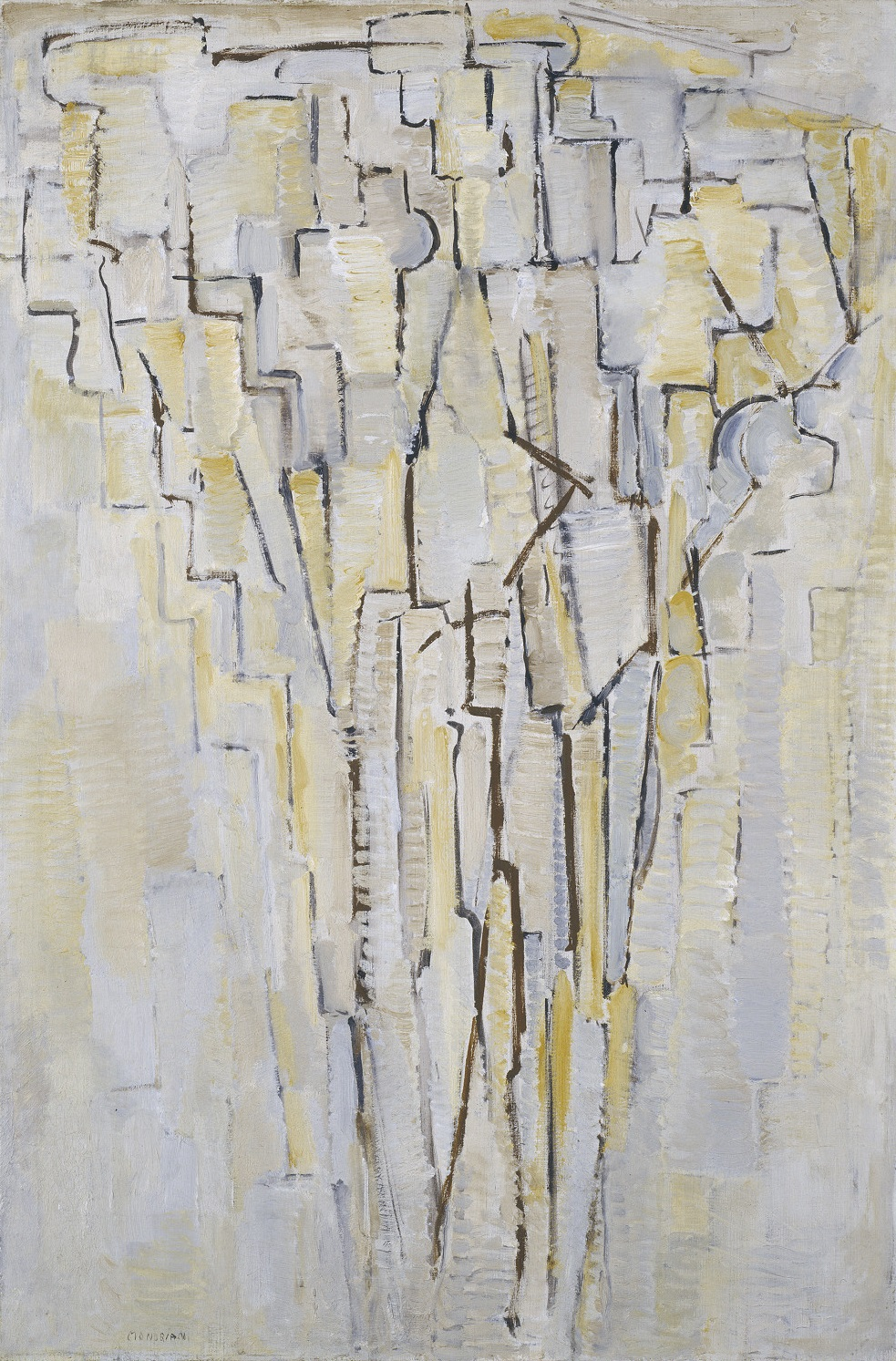
Um 1913